# Lucena de Jalón
Lucena de Jalón è un comune spagnolo di 235 abitanti situato nella comunità autonoma dell'Aragona.